# Vue du pont de Grenelle, Trocadéro
Vue du pont de Grenelle, Trocadéro – ou Pont de Paris – est un tableau du peintre français Henri Rousseau réalisé vers 1891. Cette huile sur toile est un paysage urbain exécuté dans le style naïf caractéristique de l'artiste. Elle représente le pont de Grenelle franchissant la Seine à Paris, sous un ciel gris où se dressent des cheminées d'usine et des tours. L'œuvre est conservée au Museo d'arte della Svizzera italiana de Lugano, en Suisse, depuis un don en 1965. Une autre toile du maître existe ailleurs dans le monde qui présente le même sujet selon une composition picturale différente : Le Pont de Grenelle à Laval, en Mayenne.

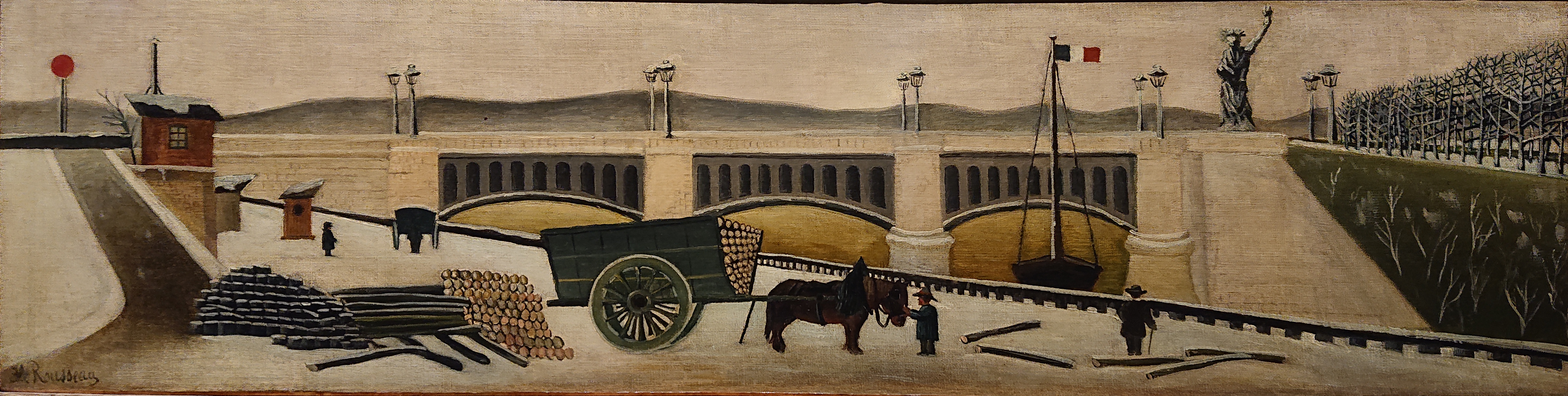
Le Pont de Grenelle, 1892.